# Заслон (баскетбол)
Заслон (англ. screen) - блокирующее движение в баскетболе, осуществляемое игроком нападения с целью создания для партнёра свободного пространства для прохода к кольцу, броска без сопротивления или получения передачи. Чаще всего заслоны используются против защиты с персональной опекой. Заслоны выполняются в различных ситуациях с игроками разных амплуа. Они выполняются, чтобы открыть атакующего баскетболиста без мяча или с мячом. Заслон может быть пассивным (со стороны атакующего) или активным (наведение на игрока). Постановка заслона подразумевает следующее: игрок без мяча атакующей команды занимает позицию сбоку или за спиной защитника, опекающего одного из его партнёров (это может быть как игрок с мячом, так и игрок без мяча). Нападающий получает колоссальное преимущество над своим оппонентом: он может пробежать вплотную к своему партнёру, ставящему заслон, а защитник либо врежется в него, либо будет оббегать с той или другой стороны, из-за чего потеряет позицию и отстанет от нападающего на несколько шагов. Заслоняющему запрещается двигаться в момент контакта с защитником, иначе он получит фол в нападении.

## Основные разновидности заслонов
- Заслон к мячу

Заслоняющий становится сбоку от оппонента игрока с мячом, и тот получает возможность для прохода к кольцу и броска. Также, после заслона к мячу часто играется пик-н-ролл.
- Заслон от мяча

Заслоняющий становится сбоку от оппонента игрока без мяча, закрывая ему движение в сторону игрока с мячом. Нападающий, проходя вплотную к заслоняющему, движется в сторону мяча и без сопротивления получает передачу.
- Задняя дверь (англ. back door)

Заслоняющий становится за спиной оппонента игрока без мяча. Нападающий совершает рывок в сторону кольца, в то время как его оппонент натыкается на заслон. Взаимодействие заканчивается передачей под кольцо и лёгким лэй-апом.
- Наведение

При этом взаимодействии освобождается от защитника игрок без мяча при помощи своего напарника. Нападающий баскетболист может использовать любого из партнеров по команде, находящихся в тот момент времени в статическом положении, как заслон в баскетболе на пути опекающего его защитника.
- Наведение на двух игроков

Взаимодействие, при котором баскетболист освобождается от опеки путём приближения к двум партнерам.
- Пересечение

Два взаимодействующих партнера находятся в движении, пересекая путь движения друг друга под углом. В месте пересечения их путей опекающие их защитники сталкиваются, теряя своего подопечного или вынуждены поменяться подопечными.
- Сдвоенный заслон

Два игрока выполняют заслон одному и тому же защитнику.